# Mourad Benhamida
Mourad Benhamida (Villeurbanne, Francia, 18 de enero de 1986), futbolista francés de origen tunecino. Juega de Defensa y su primer equipo fue Olympique Lyon.

## Selección nacional
Ha sido internacional con la Selección de fútbol de Francia Sub-21.

## Clubes
| Club              | País    | Año             |
| ----------------- | ------- | --------------- |
| Olympique de Lyon | Francia | 2006-2007       |
| Montpellier HSC   | Francia | 2007-actualidad |

- Datos: Q3174746